# استجابة الهروب
استجابة الهروب أو رد فعل الهروب أو السلوك الهروبي (بالإنجليزية: Escape response)‏ هو رد فعل محتمل كاستجابة للمؤثرات التي تشير للخطر، وعلى وجه التحديد فإن استحابة الهروب تبدأ حركة هروب الحيوان، وفي حالات ردود الفعل المنعكسة، يمكن أيضا أن يطلق عليه الهروب الدرفعلي المنعكس أو اللا إرادي.
يستخدم هذا المصطلح أيضا في إعدادات أعم مثل تجنب الحالات غير السارة أو الخطرة.
دراسة استجابة الهروب لديها عدد من التطبيقات العملية مثل تربية الأسماك، وتصميم طارد الحشرات، ومنع اصطدام الطائرة بالطيور وغيرها.

## أمثلة
- حركة الهروب
  - هروب الكريليات
- الاختباء

هروب الكريليات : رسم متحرك

- استجابة السبيط الهروبية بإخراج الحبر
- استجابة الروبيان بالضيائية الحيوية
- وفي بعض الحيوانات تتضمن استجابة الهروب فراغ الأمعاء.